# Andrej Tichonov
Andrej Valer'evič Tichonov (in russo Андрей Валерьевич Тихонов?, traslitterazione anglosassone: Andrey Valeryevich Tikhonov; Korolev, 16 ottobre 1970) è un allenatore di calcio ed ex calciatore russo, di ruolo centrocampista.

## Carriera

### Club
Ha ricevuto nel 1996 il riconoscimento di miglior giocatore russo dell'anno.

### Allenatore
Dal 29 maggio 2011 è il vice di Valerij Karpin alla guida dello Spartak Mosca.

## Statistiche

### Cronologia presenze e reti in nazionale
| Cronologia completa delle presenze e delle reti in nazionale ― Russia | Cronologia completa delle presenze e delle reti in nazionale ― Russia | Cronologia completa delle presenze e delle reti in nazionale ― Russia | Cronologia completa delle presenze e delle reti in nazionale ― Russia | Cronologia completa delle presenze e delle reti in nazionale ― Russia | Cronologia completa delle presenze e delle reti in nazionale ― Russia | Cronologia completa delle presenze e delle reti in nazionale ― Russia | Cronologia completa delle presenze e delle reti in nazionale ― Russia |
| Data                                                                  | Città                                                                 | In casa                                                               | Risultato                                                             | Ospiti                                                                | Competizione                                                          | Reti                                                                  | Note                                                                  |
| --------------------------------------------------------------------- | --------------------------------------------------------------------- | --------------------------------------------------------------------- | --------------------------------------------------------------------- | --------------------------------------------------------------------- | --------------------------------------------------------------------- | --------------------------------------------------------------------- | --------------------------------------------------------------------- |
| 7-2-1996                                                              | Attard                                                                | Malta                                                                 | 0 – 2                                                                 | Russia                                                                | Torneo Rothmans                                                       | -                                                                     | 46’                                                                   |
| 11-2-1996                                                             | Attard                                                                | Russia                                                                | 3 – 1                                                                 | Slovenia                                                              | Torneo Rothmans                                                       | -                                                                     | 78’                                                                   |
| 28-8-1996                                                             | Mosca                                                                 | Russia                                                                | 2 – 2                                                                 | Brasile                                                               | Amichevole                                                            | -                                                                     | 63’                                                                   |
| 1-9-1996                                                              | Mosca                                                                 | Russia                                                                | 4 – 0                                                                 | Cipro                                                                 | Qual. Mondiali 1998                                                   | -                                                                     | 54’                                                                   |
| 9-10-1996                                                             | Ramat Gan                                                             | Israele                                                               | 1 – 1                                                                 | Russia                                                                | Qual. Mondiali 1998                                                   | -                                                                     | 46’                                                                   |
| 10-11-1996                                                            | Lussemburgo                                                           | Lussemburgo                                                           | 0 – 4                                                                 | Russia                                                                | Qual. Mondiali 1998                                                   | 1                                                                     |                                                                       |
| 7-2-1997                                                              | Hong Kong                                                             | Russia                                                                | 1 – 1                                                                 | Jugoslavia                                                            | Coppa Carlsberg                                                       | -                                                                     |                                                                       |
| 8-6-1997                                                              | Mosca                                                                 | Russia                                                                | 2 – 0                                                                 | Israele                                                               | Qual. Mondiali 1998                                                   | -                                                                     | 61’                                                                   |
| 20-8-1997                                                             | San Pietroburgo                                                       | Russia                                                                | 0 – 1                                                                 | Jugoslavia                                                            | Amichevole                                                            | -                                                                     | 46’                                                                   |
| 11-10-1997                                                            | Mosca                                                                 | Russia                                                                | 4 – 2                                                                 | Bulgaria                                                              | Qual. Mondiali 1998                                                   | -                                                                     |                                                                       |
| 29-10-1997                                                            | Mosca                                                                 | Russia                                                                | 1 – 1                                                                 | Italia                                                                | Qual. Mondiali 1998                                                   | -                                                                     | 78’                                                                   |
| 20-8-1997                                                             | Mosca                                                                 | Russia                                                                | 1 – 0                                                                 | Turchia                                                               | Amichevole                                                            | -                                                                     | 46’                                                                   |
| 27-5-1998                                                             | Chorzów                                                               | Polonia                                                               | 3 – 1                                                                 | Russia                                                                | Amichevole                                                            | -                                                                     |                                                                       |
| 30-5-1998                                                             | Tbilisi                                                               | Georgia                                                               | 1 – 1                                                                 | Russia                                                                | Amichevole                                                            | -                                                                     | 79’                                                                   |
| 10-10-1998                                                            | Mosca                                                                 | Russia                                                                | 2 – 3                                                                 | Bulgaria                                                              | Qual. Euro 2000                                                       | -                                                                     |                                                                       |
| 14-10-1998                                                            | Reykjavík                                                             | Islanda                                                               | 1 – 0                                                                 | Russia                                                                | Qual. Euro 2000                                                       | -                                                                     | 13’                                                                   |
| 27-3-1999                                                             | Erevan                                                                | Armenia                                                               | 0 – 3                                                                 | Russia                                                                | Qual. Euro 2000                                                       | -                                                                     | 65’                                                                   |
| 31-3-1999                                                             | Mosca                                                                 | Russia                                                                | 6 – 1                                                                 | Andorra                                                               | Qual. Euro 2000                                                       | -                                                                     | 46’                                                                   |
| 19-5-1999                                                             | Tula                                                                  | Russia                                                                | 1 – 1                                                                 | Bielorussia                                                           | Amichevole                                                            | -                                                                     |                                                                       |
| 5-6-1999                                                              | Saint-Denis                                                           | Francia                                                               | 2 – 3                                                                 | Russia                                                                | Qual. Euro 2000                                                       | -                                                                     | 72’                                                                   |
| 9-6-1998                                                              | Mosca                                                                 | Russia                                                                | 1 – 0                                                                 | Islanda                                                               | Qual. Euro 2000                                                       | -                                                                     |                                                                       |
| 18-8-1999                                                             | Mosca                                                                 | Bielorussia                                                           | 0 – 2                                                                 | Russia                                                                | Amichevole                                                            | -                                                                     | 69’ 82’                                                               |
| 4-9-1999                                                              | Mosca                                                                 | Russia                                                                | 2 – 0                                                                 | Armenia                                                               | Qual. Euro 2000                                                       | -                                                                     | 73’                                                                   |
| 8-9-1999                                                              | Andorra la Vella                                                      | Andorra                                                               | 1 – 2                                                                 | Russia                                                                | Qual. Euro 2000                                                       | -                                                                     |                                                                       |
| 9-10-1999                                                             | Mosca                                                                 | Russia                                                                | 1 – 1                                                                 | Ucraina                                                               | Qual. Euro 2000                                                       | -                                                                     | 61’                                                                   |
| 23-2-2000                                                             | Haifa                                                                 | Israele                                                               | 4 – 1                                                                 | Russia                                                                | Amichevole                                                            | -                                                                     | 46’                                                                   |
| 26-4-2000                                                             | Mosca                                                                 | Russia                                                                | 2 – 0                                                                 | Stati Uniti                                                           | Amichevole                                                            | -                                                                     | 46’                                                                   |
| 31-5-2000                                                             | Mosca                                                                 | Russia                                                                | 1 – 1                                                                 | Slovacchia                                                            | Amichevole                                                            | -                                                                     | 72’                                                                   |
| 4-6-2000                                                              | Chișinău                                                              | Moldavia                                                              | 0 – 1                                                                 | Russia                                                                | Amichevole                                                            | -                                                                     | 76’                                                                   |
| Totale                                                                |                                                                       | Presenze                                                              | 29                                                                    |                                                                       | Reti                                                                  | 1                                                                     |                                                                       |

## Palmarès

### Giocatore

#### Club
- Campionato russo: 8

Spartak Mosca: 1992, 1993, 1994, 1996, 1997, 1998, 1999, 2000
- Coppa di Russia: 3

Spartak Mosca: 1993-1994, 1997-1998
- Coppa dei Campioni della CSI: 5

Spartak Mosca: 1993, 1994, 1995, 1999, 2000

#### Individuale
- Calciatore russo dell'anno: 1

1996
- Capocannoniere della Coppa dei Campioni della CSI: 1

1997 (6 reti, a pari merito con Ševčenko)